# 大陆狗牙花
大陆狗牙花（学名：Ervatamia continentalis）为夹竹桃科狗牙花属下的一个种。

## 扩展阅读
維基物種上的相關：大陆狗牙花